# Irisberto Herrera
Irisberto Herrera (né le 7 décembre 1968 à Las Tunas) est un grand maître espagnol et cubain du jeu d'échecs. En janvier 2008, il avait un classement Elo de 2 458 points.
En 1986, il fut le Champion cubain d'échecs junior, et en 1996, il fut champion, à égalité avec Julio Becerra dans le Championnat cubain d'échecs.